# 丹尼斯·库津
丹尼斯·瓦列里耶维奇·库津（俄语：Денис Валерьевич Кузин，1989年12月4日—），哈萨克斯坦男子速度滑冰运动员，2011年亚洲冬季运动会男子1500米金牌得主、2013年世界单程距离速度滑冰锦标赛男子1000米金牌得主。